# 徐哲緯
徐哲緯，台湾男歌手。1998年以台語二重唱團體“同班同學”出道。曾榮獲第42屆廣播金鐘獎『最佳流行音樂節目主持人獎』。現為POPRadio聯播網《音樂咬耳朵》主持人，目前活躍於音樂、廣播界。

## 簡介
- 以台語新民歌團體（同班同學）二重唱出道，目前活躍於音樂、電視及廣播界。
- 榮獲第42屆廣播金鐘『最佳流行音樂節目主持人獎』現為POPRadio聯播網<音樂咬耳朵>主持人
- 入圍第42.43屆廣播金鐘『最佳流行音樂節目獎』及『最佳流行音樂節目主持人獎』
- 演唱大愛劇場-（陽光下的足跡）及（吉姊當家）電視劇主題曲-彩色的翅膀
- 2019年入圍第30屆金曲獎『最佳客語專輯』及『年度最佳專輯』獎項
- 2019年入圍第54屆廣播金鐘『企劃編撰獎』--POPRadio FM91.7音樂咬耳朵
- 2021年獲得第18屆110臺灣原創流行音樂大獎 - 客語組佳作
- 2024年獲得第三屆《客聲獎》最佳主持人獎及最佳音樂節目獎[1]

## 經歷
- RTI中央廣播電台【哲哲稱奇】主持
- POPRadio聯播網 【音樂咬耳朵】主持
- 客家電視台【家家有好食】 節目主持人
- 客家電視台【作客他鄉】節目主持人
- 客家電視台【福氣來了】節目主持人
- 客家電視台【山歌唱來鬧連連】節目主持人
- 客家電視台【客家新樂園】節目主持人
- MOMO親子台【寶貝新樂園】評審
- 客家電視台【鬧熱打擂台】評審
- 音樂實境選秀節目【MUSIC MAKER音樂主理人】海選評審[2]
- 中視【超級歌喉讚】評審
- 台視【文茜的音樂故事】配音

## 音樂作品
| #  | 專輯名稱                                             | 專輯資訊                                                                                   |
| -- | ---------------------------------------------------- | ------------------------------------------------------------------------------------------ |
| 1  | 同班同學 深深思念你                                  | - 發售日期：1999年9月 - 語言：國語 - 碟片：1CD                                             |
| 2  | Hito radio合輯【FC5-118】開站紀念盤-極光             | - 發售日期：2005年6月 - 語言：國語 - 碟片：1CD                                             |
| 3  | 愛盲公益合輯【聽見生命的光采2】單曲【重生】【希望】  | - 發售日期：2006年10月 - 語言：國語 - 碟片：1CD                                            |
| 4  | 大愛電視台連續劇【陽光下的足跡】主題曲【彩色的翅膀】 | - 發售日期：2007年10月 - 語言：國語 - 碟片：1CD                                            |
| 5  | 大愛電視台【真善美劇場系列】主題曲-我的名字叫勇敢    | - 發售日期：2009年 - 語言：國語 - 碟片：1CD                                                |
| 6  | 徐哲緯 - Love Story Chapte 1【打勾勾】               | - 發售日期：2009年7月 - 語言：國語 - 碟片：1CD                                             |
| 7  | 獨立創作發行 - 生日願望EP                            | - 發售日期：2011年9月 - 語言：國語 - 碟片：1CD                                             |
| 8  | 漂移-我們的世代合輯-【過家】【唐山過台灣】           | - 發售日期：2018年12月 - 語言：客語 - 碟片：1CD - 發行：台北市客委會                       |
| 9  | 漂移2-臺北站到了合輯-【搖】【行出去】                | - 發售日期：2019年12月 - 語言：客語 - 碟片：1CD - 發行：台北市客委會                       |
| 10 | 容顏                                                 | - 發售日期：2020年6月 - 語言：國語客語兩種版本 - 碟片：數位單曲 - 發行：華納               |
| 11 | 漂移3-買一把幸福合輯-【做工的人】【臨暗Supermarket】 | - 發售日期：2020年12月 - 語言：客語 - 碟片：1CD - 發行：台北市客委會                       |
| 12 | 認得ft盧子翔                                         | - 發售日期：2022年10月19日 - 語言：華/客語 - 碟片：數位單曲 - 發行：StreetVoiceTV 琥山音樂 |
| 13 | 漂移5-心中有一座山合輯-【向日】【無名ft吳亦帆】      | - 發售日期：2022年12月20日 - 語言：客語 - 碟片：1CD - 發行：台北市客委會                   |
| 14 | 新春旺旺財                                           | - 發售日期：2023年1月10日 - 語言：客語 - 碟片：數位單曲 - 發行：琥山音樂                   |
| 15 | 尋qim                                                | - 發售日期：2023年2月15日 - 語言：客語 - 碟片：數位單曲 - 發行：琥山音樂                   |
| 16 | 名燈                                                 | - 發售日期：2023年3月10日 - 語言：客語 - 碟片：數位單曲 - 發行：琥山音樂                   |
| 17 | Superman                                             | - 發售日期：2023年4月29日 - 語言：客語 - 碟片：數位單曲 - 發行：琥山音樂                   |
| 18 | 人公仔                                               | - 發售日期：2023年12月25日 - 語言：客語 - 碟片：1CD - 發行：琥山音樂                       |
| 18 | 艷放60                                               | - 發售日期：2024年12月28日 - 語言：客語 - 碟片：1CD - 發行：琥山音樂                       |